# Hypsipterygidae
De Hypsipterygidae zijn een kleine familie van wantsen in de infraorde (Dipsocoromorpha). De familie werd voor het eerst wetenschappelijk beschreven door Carl John Drake in 1961.

## Uiterlijk
Deze kleine, platte wantsen worden 2 tot 3 millimeter groot. De voorvleugels zijn breed en plat en hebben een fijnmazige structuur waardoor ze lijken op netwantsen (Tingidae). Van de antennes is het derde segment aanzienlijk langer dan de rest. Ze hebben slanke pootjes en door de vorm van hun poten wordt verondersteld dat ze niet kunnen springen.

## Voorkomen
De familie komt alleen voor in de tropische gedeeltes van Afrika en Oosterse regio's.

## Levenswijze
Er is weinig bekend over de biologie van deze dieren. Afrikaanse soorten van deze familie zijn aangetroffen in blad strooisel en rottend hout.

## Taxonomie
De familie is monotypisch en bevat alleen het volgende geslacht:
- Hypsipteryx Drake, 1961